# Da Capo II
Da Capo II (〜ダ・カーポII〜 Da Kāpo II, thường được viết tắt là D.C. II) là một visual novel dành cho người lớn được phát triển và phát hành lần đầu bởi Circus dưới dạng bản giới hạn DVD vào ngày 26 tháng 5 năm 2006 trên hệ PC; phiên bản chính thức phát hành tiếp sau đó vào ngày 23 tháng 6 năm 2006. Da Capo II là một phần trong sê-ri game Da Capo của Circus là, và là phần tiếp theo của tựa game trước là Da Capo phát hành năm 2002. Da Capo II được Circus mô tả là một "chuyện tình lãng mạn đầy trắc trở trong trường học (こそばゆい学園恋愛アドベンチャー Kosobayui Gakuen Renai Adobenchā). Một fan disc, Da Capo II: Spring Celebration, đã phát hành ngày 24 tháng 4 năm 2007 tiêu biểu với những câu chuyện mùa xuân thiết lập sau những đoạn kết của sáu nhân vật nữ chính trong Da Capo II. Lối chơi trong fan disc được đơn giản hóa, cho phép người chơi chọn lựa mạch truyện mà họ muốn đi khi mới bắt đầu trò chơi. Một phiên bản cầm tay mọi lứa tuổi có tựa Da Capo II: Plus Situation chứa các kịch bản bổ sung đã ra mắt trên PlayStation 2 (PS2) vào tháng 5 năm 2008. Phiên bản PS2 sau đó được tái phát hành trên PC vào tháng 12 năm 2008 với tên Da Capo II: Plus Communication, trong đó bổ sung trở lại các cảnh hentai từng xuất hiện trong phiên bản gốc.
Tương tự như phần game đầu tiên, kịch bản lấy bối cảnh trên cùng một hòn đảo là Hatsunejima ở Nhật Bản, với thiết lập thời gian được thay đổi thành 53 năm sau phần trước. Hai chị em của Asakura là cháu gái của Asakura Junichi và Asakura Nemu trong bản game Da Capo đầu tiên. Yoshino Sakura và Junichi là những nhân vật duy nhất xuất hiện trở lại, và Nemu chỉ còn được nhắc đến tên. Moe, Mako, Kotori, Miharu và Yoriko cũng được đề cập một cách gián tiếp. Các bản nhạc chủ đạo của Yume, Nanaka, Minatsu và Sakura được phối lại từ bản gốc trong trò chơi trước của Circus. Nhạc của Yume, Minatsu và Sakura được phối lại từ nhạc của Nemu, Miharu và Sakura trong Da Capo, và bài của Nanaka là bản phối lại của Sayaka trong Suika.
Có nhiều đĩa drama CD được chuyển thể từ tác phẩm, và hai bộ tiểu thuyết và manga riêng biệt cũng được sáng tác dựa trên game gốc. Một chuyển thể anime đã phát sóng tại Nhật Bản từ tháng 10 đến tháng 12 năm 2007 trên TV Aichi, và sau đó tiếp tục được chiếu lại trên các kênh truyền hình khác. Mùa thứ hai của anime phát sóng từ tháng 4 đến tháng 6 năm 2008; mỗi mùa anime dài 13 tập phim và đều được hãng feel. sản xuất.